# Kathleen Fitzpatrick (Diplomatin)

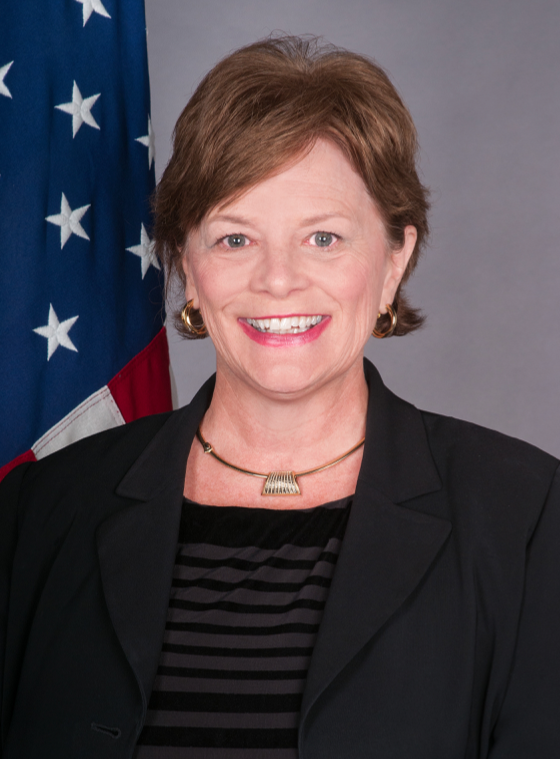
Kathleen Fitzpatrick (2017)

Kathleen M. Fitzpatrick ist eine US-amerikanische Diplomatin. Sie stammt aus Hyattsville (Maryland).

## Werdegang
Fitzpatrick erhielt 1978 einen Bachelor an der University of Dayton. Am National War College folgte 1999 ein Master of Science. Zwischenzeitlich trat sie in den öffentlichen Dienst ein, seit 1983 ist sie für das Außenministerium tätig. Sie arbeitete am Konsulat in Antwerpen (Belgien), im Bureau of International Organization Affairs, im Office of Maghreb Affairs des Bureau of Near East Affairs und im Executive Secretariat Operations Center, bevor sie 1993 als Political Officer in die Botschaft nach Moskau ging und 1995 nach Brüssel in derselben Funktion.
1999 kam Fitzpatrick wieder nach Washington, D.C. und wurde stellvertretende Direktorin des Office of Regional Security and Arms Transfers im Bureau of Political Military Affairs. 2001 wurde sie zur Direktorin des Office of Nordic and Baltic Affairs im Bureau of European Affairs befördert. 2003 folgte ein Posten als politische Beraterin an der Botschaft in Madrid, bevor sie 2007, zurück in den USA, Direktorin des Office of Southern European Affairs wurde.
2010 wurde Fitzpatrick Deputy Assistant Secretary im Bureau of Democracy, Human Rights and Labor und 2012 Stabschefin im Office of the Under Secretary for Civilian Security, Democracy and Human Rights. 2014 erfolgte die Ernennung zur Principal Deputy Assistant Secretary im Bureau of Intelligence and Research. Am 25. Juli 2017 wurde Fitzpatrick von Präsident Donald Trump zur neuen Botschafterin der Vereinigten Staaten in Osttimor ernannt. Die Vereidigung fand am 22. Dezember 2017 statt, die Akkreditierung am 19. Januar 2018. Am 17. November 2020 erfolgte die offizielle Verabschiedung aus ihrer Amtszeit als Botschafterin in Osttimor.

## Sonstiges
Fitzpatrick spricht Spanisch, Französisch, Russisch, Niederländisch und Arabisch.